# Bogna Kicińska
Bogna Kicińska (ur. 1984 w Krasnymstawie) – polska wokalistka, kompozytorka, aranżerka i skrzypaczka.
Jako wokalistka jazzowa jest absolwentką Aaron Copland School of Music w Nowym Jorku, Wydziału Jazzu przy Akademii Muzycznej im. Karola Szymanowskiego w Katowicach oraz Policealnego Studium Jazzu im. Henryka Majewskiego (tzw. “Bednarska”) w Warszawie.
Jako skrzypaczka ukończyła szkołę muzyczną II stopnia.
Jest laureatką wielu nagród, m.in. Festiwalu Jazzu Tradycyjnego „Złota Tarka” Iława 2011, Konkursu jazzowego dla muzyków śpiewających „Voicingers” Żory 2009, „Nadziei Warszawy” w 2007 roku, Międzynarodowego Konkursu Wokalistów Jazzowych Zamość 2005.
Na scenie występowała z takimi muzykami jak m.in. Gene Jackson, Gene Ess, Gabriel Guerrero, Danuta Błażejczyk, Janusz Szrom, Jerzy „Duduś” Matuszkiewicz. Debiutancka płyta Bogny Kicińskiej The Maze ukazała się 15 października 2014 roku. W roku 2014 ukazała się również płyta Cat’s Dream Rafała Sarneckiego z udziałem Kicińskiej. Płyta została wydana przez Brooklyn Jazz Underground.
W 2015 roku została nominowana do nagrody „Fryderyk” w kategorii Fonograficzny Debiut Roku (Muzyka Jazzowa).

## Dyskografia

### Albumy
- 2014: The Maze